# Мелієві
Мелієві (Meliaceae) — родина порядку сапіндоцвіті (Sapindales). Складається переважно з тропічних дерев і кущів. Містить 50 родів та 575 видів.

## Практичне використання
Представників родини використовують у будівництві, медицині, косметиці та кулінарії.
- Sandoricum koetjape — популярний фрукт сантолі.
- Lansium parasiticum — фрукт лонгкон, або дуку.
- Turraeanthus africana — деревину турреантуса африканського використовують для декоративного оформлення.
- Azadirachta indica — азадірахта індійська. Широко використовують у медицині та косметиці.

## Роди

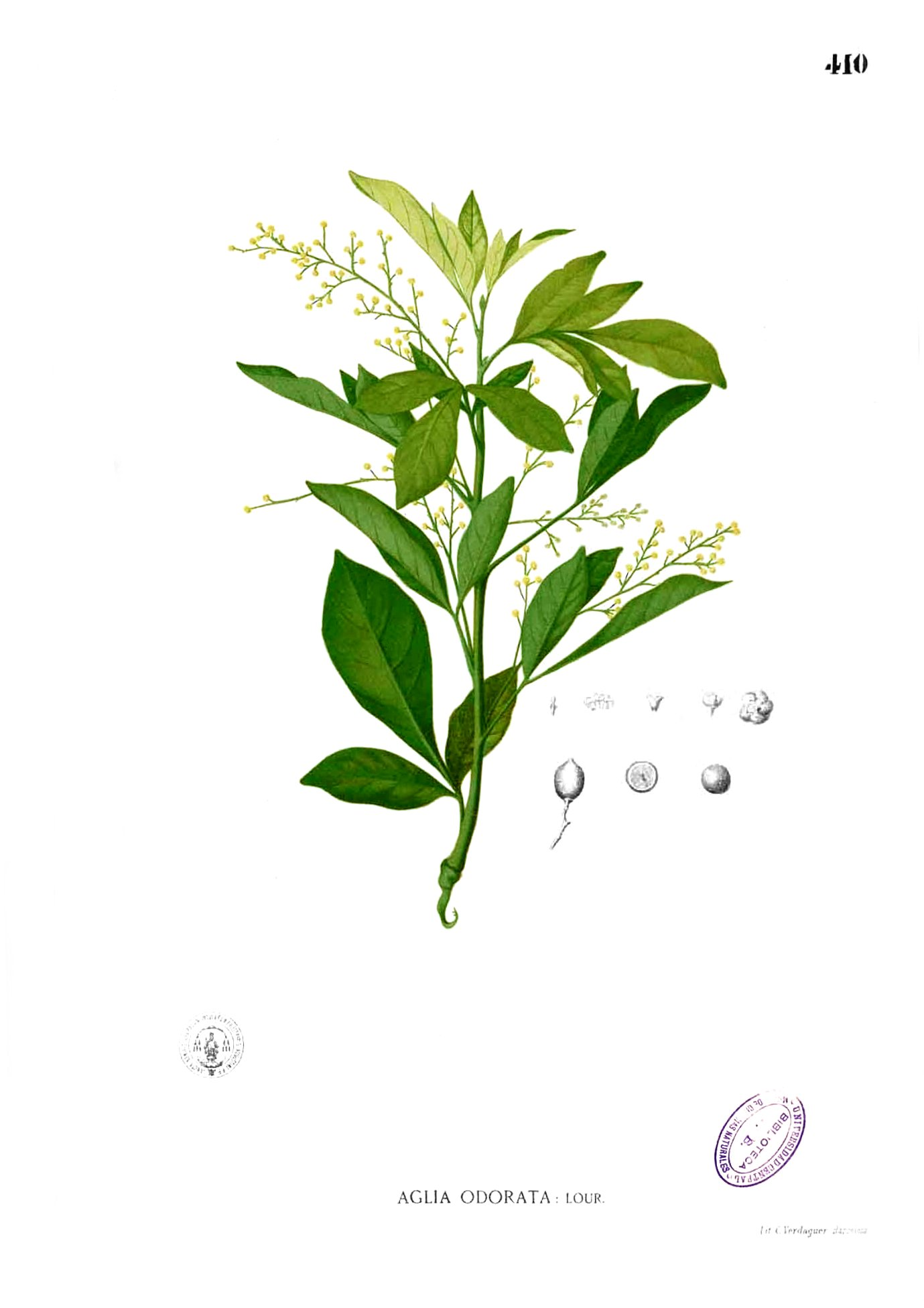
Aglaia odorata

| - Aglaia - Anthocarapa - Aphanamixis - Astrotrichilia - Azadirachta - Cabralea - Calodecarya - Capuronianthus - Carapa - Cedrela - Cedrelopsis - Chisocheton - Chukrasia - Cipadessa - Dysoxylum - Ekebergia - Entandrophragma | - Guarea - Heckeldora - Heynea - Humbertioturraea - Khaya - Lansium - Lepidotrichilia - Lovoa - Malleastrum - Melia - Munronia - Naregamia - Neobeguea - Owenia - Pseudobersama - Pseudocarapa - Pseudocedrela | - Pterorhachis - Reinwardtiodendron - Ruagea - Sandoricum - Schmardaea - Soymida - Sphaerosacme - Swietenia - Synoum - Toona - Trichilia - Turraea - Turraeanthus - Vavaea - Walsura - Xylocarpus |